# Kunal Kapoor
Kunal Kapoor (Nuova Delhi, 18 ottobre 1975) è un attore indiano.
Si tratta di uno dei volti nuovi di Bollywood. Non va confuso con il Kunal Kapoor, appartenente alla "famiglia reale" del cinema indiano.
Ha avuto un grande successo con i film Rang De Basanti e La verità negli occhi.

## Filmografia
- 2004: Meenaxi: A Tale of Three Cities
- 2006: Rang De Basanti
- 2007: Hattrick
- 2007: La verità negli occhi
- 2007: Aaja Nachle
- 2008: Bachna Ae Haseeno
- 2008: Welcome to Sajjanpur
- 2011: Don 2
- 2016: Dear Zindagi